# 24-та повітряна армія (США)
24-та повітряна армія (США) (англ. Twenty-Fourth Air Force) — повітряна армія, що перебувала у спільному підпорядкуванні Бойового командування ПС та Кіберкомандування США, з 2009 до 2019 року. Основним призначенням повітряної армії було захист і ведення активних дій у кібернетичному просторі. 11 жовтня 2019 року армія була об'єднана з 25-ю повітряною армією та на їхній основі відновлена 16-та повітряна армія.

## Призначення
На 24-у повітряну армію покладалося виконання основних завдань:
- захист і керівництво глобальною інформаційно-керуючою мережею міністерства оборони США у сегменті Повітряних сил;
- проведення всього спектру операцій в кіберпросторі, в тому числі по експлуатації комп'ютерних мереж іноземних держав в інтересах Повітряних сил;
- знищення і придушення елементів систем бойового управління (СБУ) і критично важливих об'єктів противника, у будь-який спосіб, пов'язаний із кібернетичним ресурсом тощо.